# 조은주 (농구 선수)
조은주(1983년 11월 8일 ~ )는 대한민국의 전 농구 선수이다. 2001년 열린 2002 WKBL 신입선수선발회에서 1라운드 4순위로 수원 삼성생명 비추미 지명되어 선수 생활을 시작하였다. 2018-19 시즌을 끝으로 선수 생활을 은퇴하였다.